# Pycnonotus
Pycnonotus là một chi chim trong họ Pycnonotidae.

## Các loài
- Pycnonotus atriceps.
- Pycnonotus aurigaster.
- Pycnonotus barbatus
- Pycnonotus bimaculatus.
- Pycnonotus blanfordi.
- Pycnonotus brunneus.
- Pycnonotus cafer.
- Pycnonotus capensis.
- Pycnonotus cyaniventris.
- Pycnonotus dispar.
- Pycnonotus dodsoni.
- Pycnonotus erythropthalmos.
- Pycnonotus eutilotus.
- Pycnonotus finlaysoni.
- Pycnonotus flavescens.
- Pycnonotus flaviventris.
- Pycnonotus fuscoflavescens.
- Pycnonotus goiavier.
- Pycnonotus gularis.
- Pycnonotus hualon.
- Pycnonotus jocosus
- Pycnonotus leucogenys.
- Pycnonotus leucogrammicus.
- Pycnonotus leucotis.
- Pycnonotus luteolus.
- Pycnonotus melanicterus.
- Pycnonotus melanoleucos.
- Pycnonotus montis.
- Pycnonotus nieuwenhuisii.
- Pycnonotus nigricans.
- Pycnonotus penicillatus.
- Pycnonotus plumosus.
- Pycnonotus priocephalus.
- Pycnonotus simplex.
- Pycnonotus sinensis.
- Pycnonotus somaliensis.
- Pycnonotus squamatus.
- Pycnonotus striatus.
- Pycnonotus taivanus.
- Pycnonotus tricolor.
- Pycnonotus tympanistrigus.
- Pycnonotus urostictus.
- Pycnonotus xantholaemus.
- Pycnonotus xanthopygos.
- Pycnonotus xanthorrhous.
- Pycnonotus zeylanicus.